# Apocalyptique

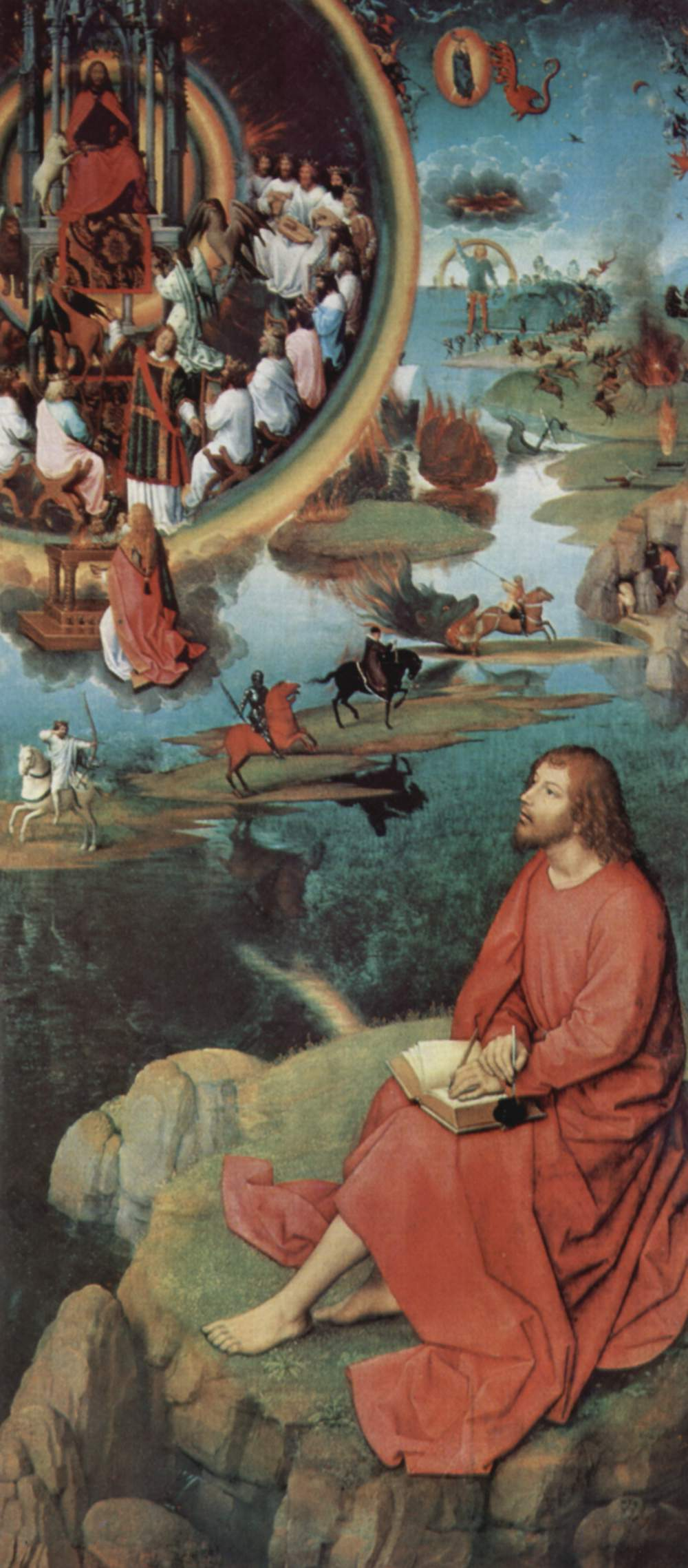
Saint Jean rédigeant ses visions de l'Apocalypse, provenant d'un triptyque (le Mariage mystique de Sainte Catherine) par Hans Memling

Pour les articles homonymes, voir Apocalypse (homonymie).
L'apocalyptique ou apocalypse (grec ancien ἀπoκάλυψις (« apokálupsis », signifiant « révélation »)) est un genre d'écriture de caractère prophétique qui s'est développé dans la culture juive postexilique et qui sera populaire également chez les premiers chrétiens. Le fond narratif est généralement une vision-révélation divine transmise à un homme qui propose l'annonce l'imminente d'un monde nouveau. L'œuvre la plus connue appartenant à ce genre, et qui lui a donné son nom, est l'Apocalypse, attribuée traditionnellement à saint Jean, et terminant le canon du Nouveau Testament.

## Origine

### Origine du terme
L'utilisation du terme grec « ἀποκάλυψις » (« révélation ») pour désigner le compte-rendu écrit d'une vision prophétique d'un même type, ou le livre la contenant, tire apparemment son origine du nom donné à l'« Apocalypse » du Nouveau Testament, qui est lui-même obtenu à partir du premier mot – l'incipit – du texte : « Άποκάλυψις Ίησοῦ Χριστοῦ » (« Apokalupsis Iêsou Khristou » : « Révélation de Jésus Christ »). À partir du IIe siècle, le nom d'« apocalypse » servira à désigner plusieurs livres, juifs ou chrétiens, présentant les mêmes caractéristiques générales. Ainsi, le fragment de Muratori et Clément d'Alexandrie, entre autres, font mention d'une « apocalypse » de Pierre ; saint Épiphane cite les « apocalypses » d'Adam et d'Abraham, et saint Jérôme celle d'Élie. L'utilisation du terme grec signifiant « révélation » pour désigner des écrits du même genre a donc une origine chrétienne, basée sur la désignation du texte clôturant le Nouveau Testament.

## Œuvres du genre

### Bible hébraïque/ Ancien Testament
- le Livre de Daniel : visions de Daniel (Da 7-12)
- dans le livre d'Isaïe, les chapitres 24 à 27
- dans le livre de Zacharie, les chapitres 9 et 10
- dans le livre d’Ézéchiel, les chapitres 1 à 14 et les chapitres 40 à 48.

### Apocryphes de l'Ancien Testament
- l'Apocalypse d'Adam, gnostique
- l'Apocalypse d'Esdras
- le Livre d'Hénoch
- la Paraphrase de Sem, gnostique
- le Testament de Moïse

### Nouveau Testament
- les récits apocalyptiques avant la Passion du Christ, dans l'évangile de Marc, au chapitre 13, dans l'évangile de Luc, au chapitre 21, ou dans celui de Matthieu au chapitre 24.
- la première épître aux Thessaloniciens, au chapitre 4.
- l'Apocalypse de Jean, terminant le Nouveau Testament